# Noveen

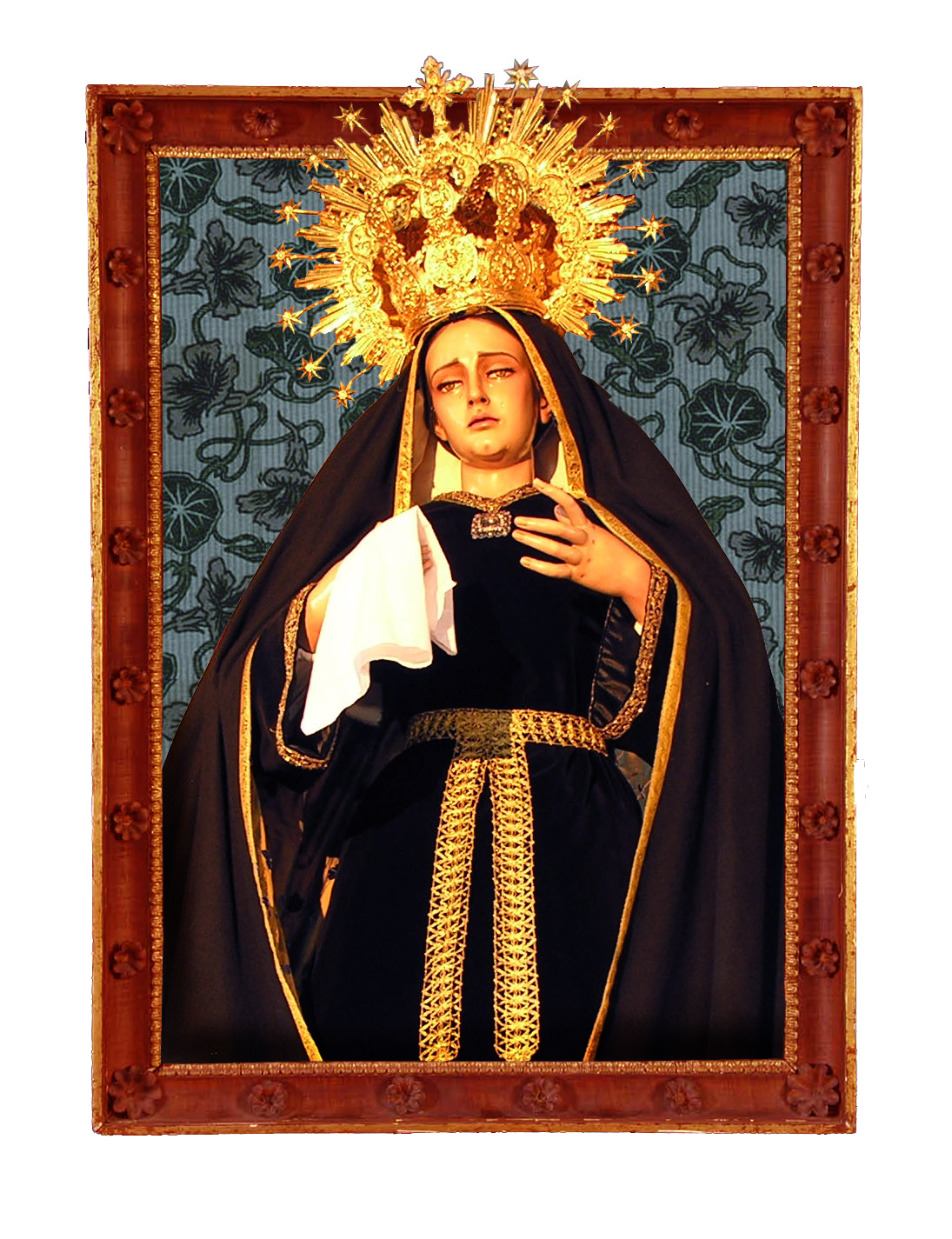
Afbeelding op de noveenkaarsen van het bedevaartsoord Warfhuizen tijdens het seizoen 2008

Een noveen of novene (novena in het Latijn) is een reeks van negen dagen waarop men op een bijzondere wijze tot God bidt, ter verkrijging van een gunst of ter voorbereiding op een grote feestdag.
Het woord is afkomstig van het Latijn : noveni = telkens negen of novem = negen.

## Voorbeelden
Het bekendst is de Pinksternoveen ter voorbereiding van het Pinksterfeest in navolging van de apostelen die tussen Hemelvaart en Pinksteren negen dagen in gebed bijeen waren. Een andere noveen die de Kerk viert is de Kerstnoveen, de periode tussen 16 december en 24 december als voorbereiding op het Kerstmis.
Daarnaast kunnen gelovigen voor hun persoonlijke intentie ook een noveen aanvragen bij kloosters, kerken en heiligdommen.

## Noveenkaars
Een noveenkaars is een kaars die negen dagen en nachten brandt met een speciale intentie zoals de vraag om genezing of kracht voor een zieke, om uitkomst in moeilijke omstandigheden, om vrede, enz.

## Trivia
De Noveen St. Clara was in de jaren '80 en '90 bekend geworden door de advertenties in diverse landelijke dagbladen, die door de deelnemers na afloop van de gebedsperiode worden geplaatst. Daar waar een noveen voor het verkrijgen van een gunst op voorspraak van de Heilige Clara van Assisi een oude traditie is, hadden deze advertenties meer te maken met het fenomeen van de kettingbrief.